# El cazador de sueños
El cazador de sueños es una novela del escritor estadounidense Stephen King publicada en 2001. Fue adaptada al cine en 2003.

## Argumento
Situada en la ciudad ficticia de Derry, Maine, El cazador de sueños es la historia de cuatro amigos cuyas vidas son alteradas al salvar a Douglas Duddits Cavell, un niño con síndrome de Down, de un ataque provocado por otros chicos de por allí.
Al crecer, los niños se van a vivir a diferentes ciudades, pero tienen algo en común, un extraño «don» que les ha dado Duddits. Cuando se reúnen para una excursión de caza anual, se encuentran con una invasión de alienígenas combatida por una facción del Ejército a cargo del coronel Abraham Kurtz. Uno de los amigos, Gary Jonesy Jones, parece estar bajo el control de «Mr. Gray», un desagradable extraterrestre que tiene un plan siniestro. «Bob Gray», el nombre del extraterrestre invasor, es también uno de los nombres de Pennywise, el payaso bailarín en la novela It de King.
En la novela, Jonesy, un profesor de Historia, estuvo en un accidente de automóvil similar al que tuvo el autor Stephen King en 1999. La invasión alienígena empieza cuando Jonesy descubre un hombre caminando en el bosque que se queja de fuertes dolores de estómago causados por unas frambuesas que ha comido. Jonesy se da cuenta más tarde de una sustancia mohosa de color rojo que el hombre tiene en el cuello, que demuestra dispepsia y una horrible flatulencia. Otro de los cuatro amigos regresa de haber dado una vuelta por el bosque y se da cuenta de que muchos animales que ha visto padecen de lo mismo que aquel hombre. Decide enseñárselo a su compañero, pero cuando regresan, el hombre desconocido está en el lavabo, muerto. Ese hombre, los animales y eventualmente una mujer comparten síntomas similares y se dan cuenta de que están infectados con un macro-virus. Los científicos del ejército originalmente llaman al virus «The Ripley».
La historia continúa con dos de los amigos que son asesinados y Jonesy sufriendo alucinaciones causadas por un extraterrestre adulto, Mr. Gray. Los personajes empiezan una lucha para detener a Mr. Gray y evitar que logre infectar a millones de personas con el virus y prevenir su destrucción por parte de Kurtz y sus súbditos. Para esto van a necesitar la ayuda de Duddits, ahora un adulto con cara de niño, que se está muriendo de leucemia. Duddits es el «cazador de sueños», el poseedor de diferentes «poderes» que pasa a los demás en formas distintas de ver la vida.
- Datos: Q569790